# Кромарті
Кро́марті (англ. Cromarty, шотл. гел. Cromba) — місто, цивільна парафія та колишнє королівське місто у районі Росс і Кромарті, в регіоні Гайленд на сході Шотландії. Розташований на краю Блек-Айл, на південному берегу затоки Кромарті-Ферт, за 8 км від моря від Інвергордону на протилежному узбережжі. За даними перепису населення 2001 року, у селі мешкало 719 осіб.
Кромарті — морський порт, і його економіка протягом більшої частини його історії була тісно пов'язана з морем. Риболовля була основною галуззю промисловості: станції для ловитви лосося по всьому навколишньому узбережжю та човни, що виходили на лову оселедця. Інша торгівля також здійснювалася на човнах: сполучення Кромарті з навколишніми містами переважно здійснювалося поромами, тоді як мешканці Кромарті експортували конопляне волокно, вирощене на місцевому рівні, і доставляли такі товари, як вугілля. Кромарті-Ферт — видатна природна гавань і була важливою британською військово-морською базою під час Першої та Другої світових воєн. Так, 30 грудня 1915 року британський панцерний крейсер «Натал» затонув у затоці Кромарті-Ферт після вибуху кормових льохів. Загинуло 428 осіб.